# TRICOM-1
TRICOM-1 – japoński niedoszły satelita technologiczny, zbudowany w Laboratorium Inteligentnych Systemów Kosmicznych Uniwersytetu Tokijskiego na platformie CubeSat 3U przy wykorzystaniu funduszy zapewnionych przez Ministerstwo Gospodarki, Handlu i Przemysłu Japonii. Celem satelity był test transmisji danych metodą store and forward pomiędzy terminalem umieszczonym na Ziemi a stacją naziemną oraz obserwacja Ziemi przy użyciu wbudowanych kamer. Nazwa satelity wywodzi się częściowo od słowa torikomu (jap. 取り込む, pol. wprowadzać), ze względu na rodzaj jednej z misji satelity.
Start satelity nastąpił 14 stycznia 2017 o 23:33 czasu uniwersalnego z Centrum Kosmicznego Uchinoura na zmodyfikowanej rakiecie sondażowej SS-520. Start tej rakiety był również częścią eksperymentu mającego na celu sprawdzenie możliwości wykorzystania rakiety sondażowej do wynoszenia mikrosatelitów na orbitę okołoziemską.
Po upływie 20 sekund od startu kontrola naziemna straciła kontakt z modułem komunikacyjnym rakiety, co uniemożliwiło późniejsze wydanie komendy zapłonu silnika 2. członu rakiety. W wyniku awarii rakieta podążała lotem suborbitalnym i osiągnęła apogeum na wysokości ok. 190 km. TRICOM-1 został uznany za stracony w wodach Oceanu Spokojnego. Pomimo awarii rakiety satelita odłączył się od nosiciela, a stacje naziemne odebrały sygnały telemetryczne od satelity.